# Хантингтон Парк (Калифорнија)
Хантингтон Парк (енгл. Huntington Park) град је у америчкој савезној држави Калифорнија. По попису становништва из 2010. у њему је живело 58.114 становника.

## Демографија
Према попису становништва из 2010. у граду је живело 58.114 становника, што је 3.234 (5,3%) становника мање него 2000. године.
| Група             | 2000.          | 2010.          |
| Белци             | 1.657 (2,7%)   | 935 (1,6%)     |
| Афроамериканци    | 478 (0,8%)     | 440 (0,8%)     |
| Азијати           | 489 (0,8%)     | 393 (0,7%)     |
| Хиспаноамериканци | 58.636 (95,6%) | 56.445 (97,1%) |
| Укупно            | 61.348         | 58.114         |